# Asteron biperforatum
Asteron biperforatum is een spinnensoort in de taxonomische indeling van de mierenjagers (Zodariidae).
Het dier behoort tot het geslacht Asteron. De wetenschappelijke naam van de soort werd voor het eerst geldig gepubliceerd in 2001 door Rudy Jocqué & Barbara C. Baehr.